# Miss Petticoats
Miss Petticoats è un film muto del 1916 sceneggiato e diretto da Harley Knoles sotto la supervisione di William A. Brady. Il ruolo del titolo fu interpretato da sua figlia Alice Brady, un'attrice che, nel 1938, avrebbe vinto il premio Oscar.
La sceneggiatura del film si basa sul romanzo Miss Petticoats di Dwight Tilton pubblicato a Boston nel 1902.

## Trama
Agatha, rimasta orfana, è stata cresciuta dal nonno Joel. La giovane ignora di essere, da parte di padre, l'erede di una grande famiglia francese ed è contenta di trovare un lavoro da segretaria presso la ricchissima Sarah Copeland il cui nipote Guy si mette subito a fare la corte alla nuova impiegata. Worth Courtleigh, l'ex fiamma di Guy, gelosa della ragazza, mette in giro dei pettegolezzi su Agatha che provocano un attacco di cuore al vecchio Joel che ne muore. Sarah, per mettere fine a quelle voci malevole, parte per l'Europa insieme ad Agatha. Lì, Agatha scoprirà di essere di sangue reale. Non solo, di essere anche l'erede di una grande fortuna. Ritornata in America, il suo nuovo stato sociale zittisce i pettegoli che lei perdona; decide anche di sposarsi e il prescelto sarà il reverendo Harding, uno che si era sempre dimostrato certo della sua innocenza.

## Produzione
Il film fu prodotto dalla World Film.
Venne girato a New Bedford, nel Massachusetts e nei Peerless Studios di Fort Lee, nel New Jersey

## Distribuzione
Il copyright del film, richiesto dalla World Film Corp., fu registrato il 5 agosto 1916 con il numero LU8873.
Il film - presentato da William A. Brady - fu distribuito nelle sale cinematografiche statunitensi il 31 luglio 1916. In Portogallo, venne distribuito il 15 aprile 1918 con il titolo Frou-Frou.
Copia completa della pellicola si trova conservata negli archivi della George Eastman House di Rochester e dell'Academy Film Archive di Beverly Hills.